# NGC 7652
NGC 7652 (również PGC 71402) – galaktyka spiralna (Sa), znajdująca się w gwiazdozbiorze Tukana. Odkrył ją John Herschel 28 października 1834.